# Judge Dredd (jeu vidéo, 1990)
Pour les articles homonymes, voir Judge Dredd.
Judge Dredd est un jeu de plates-formes-shoot 'em up en deux dimensions développé par Random Access et édité par Virgin Mastertronic sur ZX Spectrum, Amiga, Atari ST et Commodore 64 en 1990. C'est une adaptation du comics Judge Dredd,,,.

## Système de jeu
Judge Dredd est un jeu de plates-formes-shoot 'em up en deux dimensions,.